# Steven Erikson
Steven Erikson, pseudonym för Steve Rune Lundin, född 7 oktober 1959 i Toronto, är en kanadensisk författare, arkeolog och antropolog. Han är mest känd för fantasyserien Malazan Book of the Fallen.

## Biografi
Steven Erikson använde från början sin pseudonym endast till böcker om Malazan-världen men han har sedan dess gett ut två böcker som utspelar sig i andra världar under samma namn. Pseudonymen Steven Erikson var ett förslag från en av hans tidiga förläggare men Erikson är också hans mors flicknamn.
Tidigt under sin barndom flyttade hans familj till Winnipeg, Kanada, där han sedan växte upp. Det var antagligen också i Winnipeg som han mötte Ian Cameron Esslemont., medskaparen till Malazan-världen. Båda hans föräldrar var svenska. Erikson är från början utbildad arkeolog och antropolog och utför fortfarande vissa jobb inom dessa områden. Han utbildade sig sedan inom skrivandet på Iowa Writer’s Workshop. Steven Erikson är gift och har en son.
Familjen flyttade till en by söder om London 1995 men han hade problem att hitta ett jobb inom arkeologi trots att han hade erfarenhet från USA och Erikson tog istället ett jobb på Toyota. Strax efter att de flyttat till England introducerades Erikson till agenten Patrik Walsh som han jobbade tillsammans med för att försöka hitta en bokförläggare till Gardens of the Moon.
I april 1999 efter åtta år och tre omskrivningar, köpte Transworld, ett dotterbolag till Random House, rättigheterna och publicerade boken. Den blev snabbt populär och Transworld köpte slutligen rättigheterna till en serie om tio böcker (The Malazan Books of the Fallen) för 675 000 pund vilket är ett av de högsta belopp som betalats för en fantasyserie. Tack vare pengarna kunde Erikson sluta sitt jobb på Toyota och börja skriva på heltid. Efter att den andra boken i serien skrivits klart flyttade Steven Erikson och hans fru tillbaka till USA där de bodde några år innan de slutligen återvände till England.

### Karriär före Malazan Books of the Fallen
Eriksons första verk var A Ruin of Feathers där han skrev ett dussin noveller som handlade om en arkeolog som reste genom Centralamerika under 1980-talet. Detta verk var även hans avhandling på Iowa Writers’ Workshop och gavs ut av TSAR Books i Toronto.
Hans andra publikation var en bok där han och ytterligare en person vann en tävling där priset var att de skulle få sina verk publicerade. Hans tredje bok som publicerades var Revolvo and other Canadian Tales som bestod av flera noveller och även denna bok publicerades av TSAR Books.
Efter att ha flyttat till England sålde han sin första riktiga roman, This River Awakens, till Hodder & Stoughton. Alla dessa verk publicerades under hans riktiga namn, Steve Lundin.

### Malazan Books of the Fallen
Världen som böckerna utspelar sig i utvecklades av Erikson och kollegan Ian Cameron Esslemont, ursprungligen som en kampanj i rollspelet GURPS. Det utvecklades sedan till ett filmmanus med titeln Gardens of the Moon. När de inte kunde hitta någon som var intresserad av att köpa den kom de båda överens om att skriva varsin serie i världen de skapat. Dessa serier blev sedan The Malazan Books of the Fallen och Novels of the Malazan Empire av Erikson respektive Esselmont.

### Författarstil
Steven Erikson tycker inte om det vanliga "goda mot onda"-perspektivet utan menar att det inte finns några så simpla konflikter då goda gör onda saker och onda gör goda. Stevens karaktärer har därför både bra och dåliga sidor och de handlar utifrån sina egna moraliska principer. Många av hans centrala karaktärerna i The Malazan Books of the Fallen är kvinnor eller icke-europeiska.
Erikson använder i the Malazan Books of the Fallen inte bara en "point of view" utan han beskriver ur tiotals olika personers synvinklar både huvudkaraktärer och mindre viktiga karaktärer. 
Erikson är skolad i den icke-emotionella skrivstilen till skillnad från vad som vanligtvis används i fantasy. Det innebär att han skriver han sa/hon sa istället för exempelvis han väste eller hon röt. Så när han började skriva sin fantasy så fick han börja skriva ut känslorna som karaktärerna visade istället för att som han själv ville berätta dem via gester och interaktion.

### Malazan Book of the Fallen
Seriens huvudböcker:
- Gardens of the Moon (1999)
- Deadhouse Gates (2002)
- Memories of Ice (2002)
- House of Chains (2002)
- Midnight Tides  (2004)
- The Bonehunters (2006)
- Reapers Gale (2007)
- Toll the Hounds (2008)
- Dust of Dreams (2009)
- The Crippled God (2011)

Andra romaner i samma värld:
- Blood Follows (2002)
- The Healthy Dead (2004)
- The Lees of Laughter's End (2007)
- Crack'd Pot Trail (2009)

### Övriga romaner
- Stolen Voices (1993), som Steve Rune Lundin
- This River Awakens (1998), som Steve Rune Lundin
- The Devil Delivered (2005)
- Fishin' with Grandma Matchie (2005)

### Novellsamlingar
- A Ruin of Feathers (1991), som Steve Rune Lundin
- Revolvo & Other Canadian Tales (1998), som Steve Rune Lundin